# 斯潘道要塞

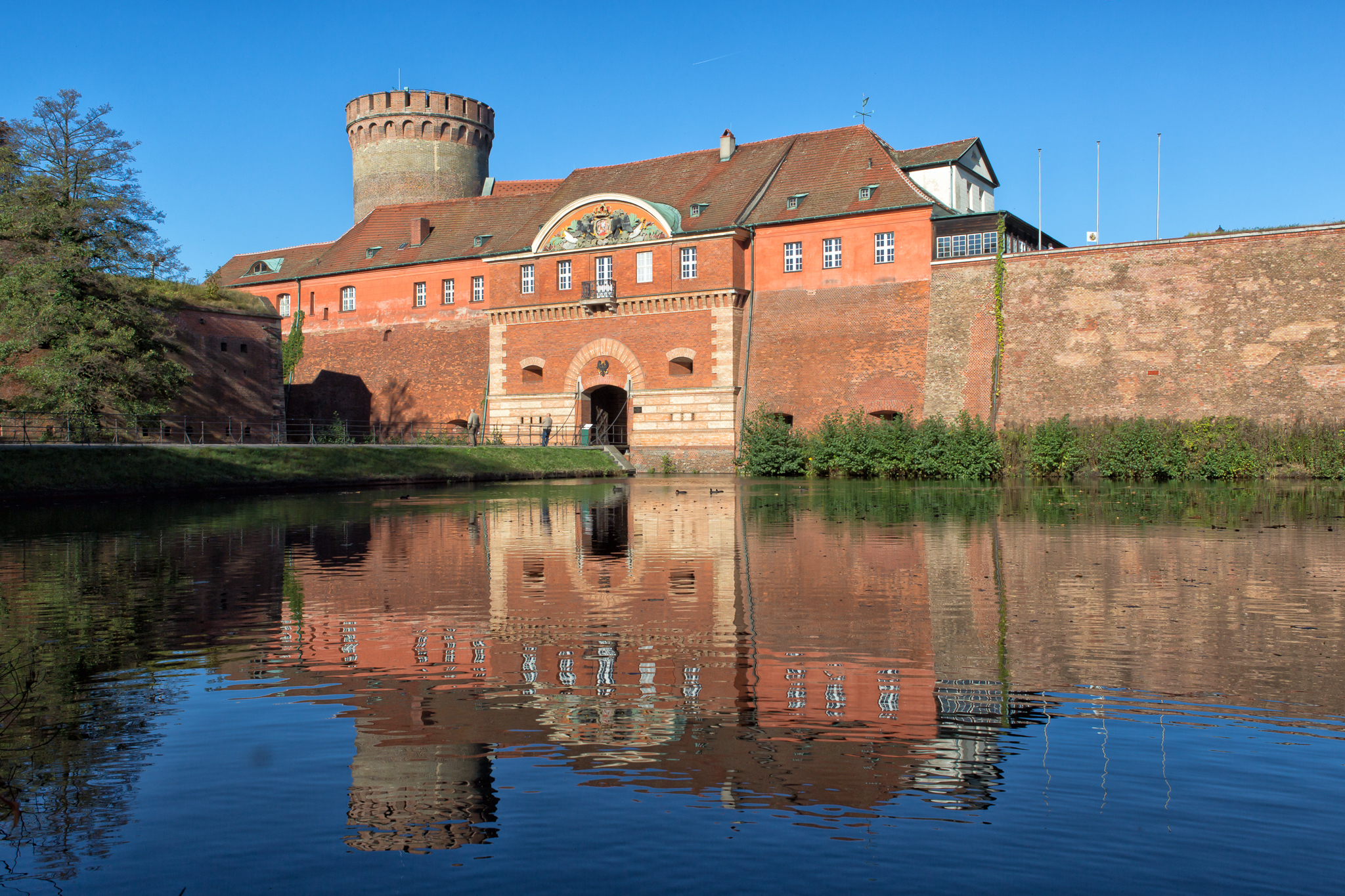
斯潘道要塞

斯潘道要塞（德語：Zitadelle Spandau）是位於德國柏林的一座建築，也是歐洲保存狀態最好的文藝復興時期軍事建築之一。斯潘道要塞修建於1559年至1594年期間，現在是一座博物館和受歡迎的旅遊景點。

## 外部連結
- official web site Spandau Citadel （页面存档备份，存于）

52°32′29″N 13°12′44″E / 52.54139°N 13.21222°E